# Dreambox

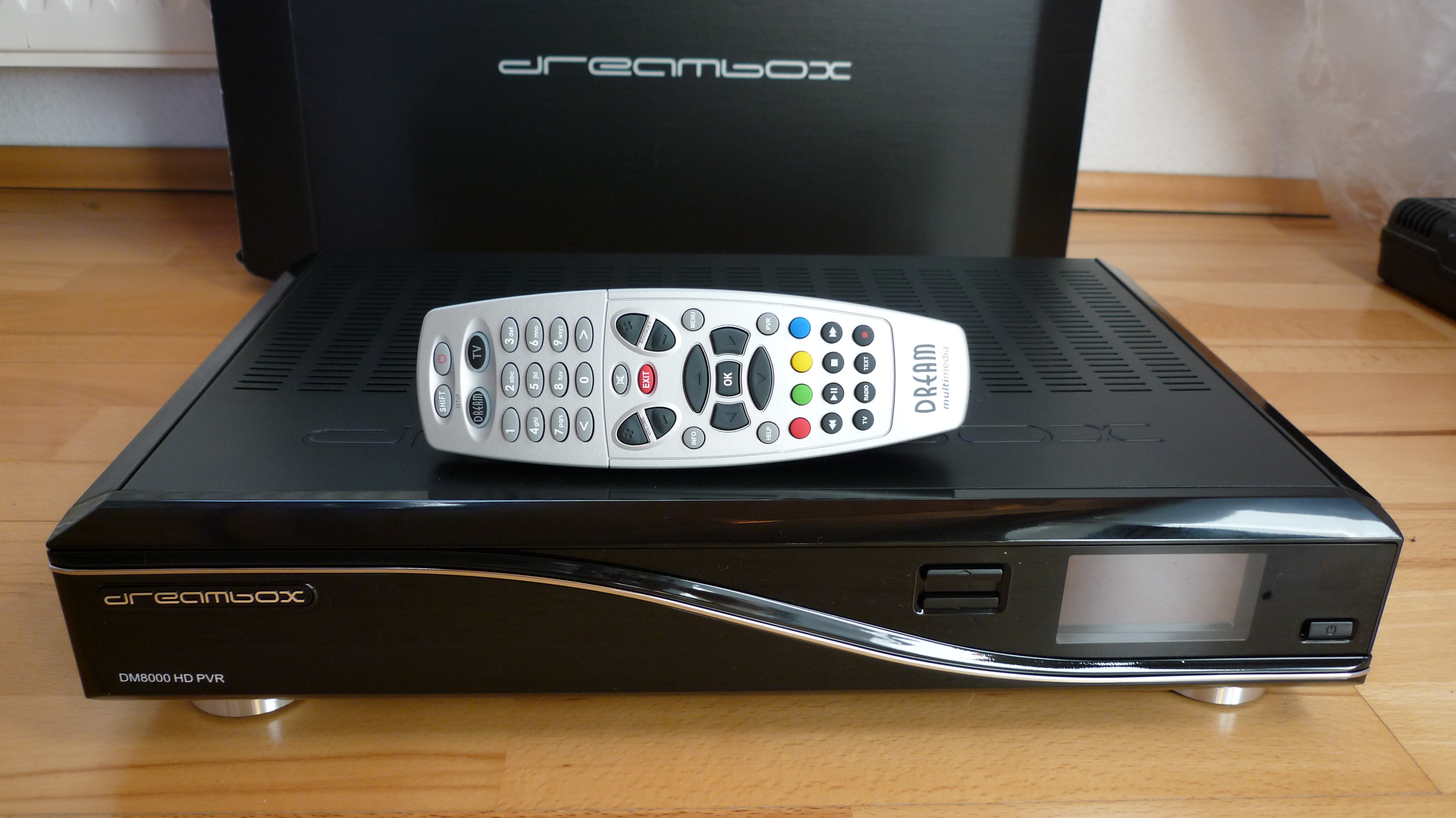
De Dreambox DM8000 HD

De Dreambox is een door de Duitse firma Dream Multimedia gefabriceerde ontvanger van digitale televisie en radio. Dit kan via satellietzenders DVB-S en DVB-S2, via de kabelaansluiting DVB-C of via de lucht DVB-T en DVB-T2.

## Beschrijving
Het unieke aan de Dreambox is dat het geen apparaat met een vaste functionaliteit is, maar net als een pc een open platform waar de gebruiker naar eigen wens software op kan installeren. De gebruiker heeft de vrijheid om de standaardfirmware aan te passen of alternatieve firmware te installeren. Hierdoor kan de gebruiker de werking van het apparaat grotendeels zelf bepalen. Doordat de gebruiker zoveel vrijheid heeft om de Dreambox aan te passen, wordt deze vaak "Hobbybox" genoemd. De Dreambox draait op het opensourcebesturingssysteem Linux, wat de DVB-hardware net als op een pc met DVB-kaart via de standaard-Linux-DVB-API beschikbaar maakt.
Het hart van de meeste Dreamboxen bestaat uit een PowerPC-processor van IBM. Dit is een processor gecombineerd met onder meer circuits voor het decomprimeren van MPEG2-video en -geluid. De Dreambox is standaard voorzien van intern geheugen voor het installeren van software.
In de grootste modellen, zoals de 7000, 7020, 7025, 8000, kan de gebruiker zelf een harde schijf inbouwen, zodat er extra software geïnstalleerd kan worden en de Dreambox ook als een videorecorder gebruikt kan worden. Ook de 600PVR en 800 bieden deze mogelijkheid.
De Dreambox 7025 is sinds december 2005 te koop. Dit model beschikt over een Xilleon 220-processor van ATI. Deze processor maakt gebruik van de MIPS-instructieset, draait op 300 MHz en is gecombineerd met MPEG-2- en MPEG4-videodecodeercircuits en een 3D-versneller. Verder heeft de 7025 een dubbele tuner, waarmee de gebruiker tegelijkertijd naar een zender kan kijken en een andere zender opnemen.
De Dreambox heeft een netwerkaansluiting waarmee het apparaat verbonden kan worden met internet en/of met andere computers. Deze verbinding kan gebruikt worden voor het installeren van nieuwe software, het kopiëren van opgenomen beelden naar computers, en (via de webbrowser van een aangesloten pc) het bedienen van de Dreambox.
De meegeleverde software, Enigma, is de naam van de grafische gebruikersinterface van de Dreambox. Enigma is ook door de gebruiker aan te passen door middel van "skins" en "plug-ins". Enkele voorbeelden van plug-ins zijn een andere teletekstdecoder, computerspelletjes, een Commodore 64-emulator en webbrowser.
Voor versleutelde zenders (betaaltelevisie) heeft de Dreambox een Common Interface waarin een ontcijfermodule gestoken kan worden, alsmede één of twee ingebouwde kaartlezers. Deze Common Interface en ingebouwde kaartlezers kunnen door de gebruiker zelf geprogrammeerd worden, zodat alle encryptiesystemen waar betaaltelevisie gebruik van maakt gelezen kunnen worden. Hierdoor is het niet noodzakelijk om een ontcijfermodule aan te schaffen.
Door de open opzet is er veel mogelijk met een Dreambox, enige technische aanleg is daarbij echter wel handig.

## Modellen en specificaties
| Model             | 5600    | 5620    | 500     | 500+    | 600      | 800HD          | 7000     | 7020     | 7025      | 7025+     | 8000HD            | 500HD              | 800HD SE               | 7020HD                         | 7080HD |
| ----------------- | ------- | ------- | ------- | ------- | -------- | -------------- | -------- | -------- | --------- | --------- | ----------------- | ------------------ | ---------------------- | ------------------------------ | ------ |
| CPU               | 250 MHz | 250 MHz | 250 MHz | 250 MHz | 250 MHz  | 300 MHz (MIPS) | 250 MHz  | 250 MHz  | 300 MHz   | 300 MHz   | 400 MHz (MIPS)    | 400 MHz (MIPS)     | 400 MHz (MIPS)         | 400 MHz (MIPS)                 |        |
| Werkgeheugen      | 32MB    | 32MB    | 32MB    | 96MB    | 96MB     | 256MB          | 64MB     | 96MB     | 128MB DDR | 128MB DDR | 256MB             | 256MB              | 256MB                  | 512 MB                         |        |
| Flashgeheugen     | 8MB     | 8MB     | 8MB     | 32MB    | 32MB     | 64MB           | 16MB     | 32MB     | 32MB      | 32MB      | 128MB             | 64MB               | 64MB                   | 1GB                            |        |
| Hardeschijf-optie | Nee     | Nee     | Nee     | Nee     | Ja, 2.5" | Ja, 2.5" SATA  | Ja, 3.5" | Ja, 3.5" | Ja, 3.5"  | Ja, 3.5"  | Ja, 2 * 3.5" SATA | Ja, ESATA (extern) | Ja, 2.5" SATA (intern) | Ja, 3.5" SATA(int), ESATA(ext) |        |
| RF-uitgang(coax)  | Ja      | Ja      | Nee     | Nee     | Nee      | Nee            | Nee      | Ja       | Ja        | Ja        | Nee               | Nee                | Nee                    | Nee                            |        |
| Twintuner         | Nee     | Nee     | Nee     | Nee     | Nee      | Nee            | Nee      | Nee      | Ja        | Ja        | Ja                | Nee                | Nee                    | Ja *                           |        |
| CI-uitbreidingen  | Ja, 2   | Ja, 2   | Nee     | Nee     | Nee      | Nee            | Ja, 1    | Ja, 1    | Ja, 2     | Ja, 2     | Ja, 4             | Nee                | Nee                    | Ja, 2                          |        |
| Kaartlezers       | 1       | 1       | 1       | 1       | 1        | 1              | 2        | 2        | 2         | 2         | 2                 | 1                  | 2                      | 2                              |        |

* = geen twin tuner, wel DVB-S2 en mogelijkheid tot DVB-C / DVB-T Hybrid Tuner

## Betaalzenders en providers
De zenders van diverse betaalzenders/providers, zoals CanalDigitaal, kunnen uiteraard ook bekeken worden via de kaartlezers van de Dreambox, maar niet met de originele software. Hiervoor is een ander 'image' (bijv. Gemini/Ronaldd/view/PLI/DS team) nodig die het mogelijk maakt zogenaamde softcams (softwarematige cams zoals Scam, Radegast, CCCam, Newcamd of Mgcamd) te installeren. Deze maken het dan mogelijk dat de kaartlezers ook de providerkaarten ondersteunen.